# Paronychia
Paronychia es un género de plantas con flores de la familia Caryophyllaceae con especies distribuidas por todo el mundo, la mayoría en las regiones templadas de Norteamérica, Eurasia, Sudamérica y África. Comprende 229 especies descritas y de estas, solo 59 aceptadas.

## Descripción
Son plantas herbáceas caducas o bienales o perennes de corta vida. Algunas especies tienen una base leñosa. La mayor parte de ellas tienen flores pequeñas de color blanco o amarillentas que a menudo estas escondidas entre las brácteas.

## Taxonomía
El género fue descrito por Philip Miller y publicado en The Gardeners Dictionary...Abridged...fourth edition vol. 3. 1754. La especie tipo es: Paronychia argentea Lam.

## Especies aceptadas
A continuación se brinda un listado de las especies del género Paronychia aceptadas hasta julio de 2011, ordenadas alfabéticamente. Para cada una se indica el nombre binomial seguido del autor, abreviado según las convenciones y usos.
- Paronychia albanica Chaudhri
- Paronychia americana (Nutt.) Fenzl ex Walp.
- Paronychia andina A. Gray
- Paronychia aretioides DC.
- Paronychia argentea Lam.
- Paronychia argyrocoma (Michx.) Nutt.
- Paronychia baldwinii (Torr. & A. Gray) Fenzl ex Walp.
- Paronychia bornmuelleri Chaudhri
- Paronychia brasiliana DC.
- Paronychia cabrerae Chaudhri
- Paronychia camphorosmoides Cambess.
- Paronychia canadensis (L.) Alph. Wood
- Paronychia canariensis (L. f.) Link
- Paronychia capitata (L.) Lam. - nevadilla[4]
- Paronychia cephalotes (M.Bieb.) Besser
- Paronychia chartacea Fernald
- Paronychia chilensis DC.
- Paronychia chionaea Boiss.
- Paronychia communis Cambess.
- Paronychia depressa (Torr. & A. Gray) Nutt. ex A. Nelson
- Paronychia drummondii Torr. & A. Gray
- Paronychia echinulata Chater
- Paronychia ellenbergii Chaudhri
- Paronychia erecta (Chapm.) Shinners
- Paronychia fasciculata Chaudhri
- Paronychia fastigiata (Raf.) Fernald
- Paronychia franciscana Eastw.
- Paronychia fusciflora Chaudhri
- Paronychia herniarioides (Michx.) Nutt.
- Paronychia hieronymi Pax
- Paronychia jamesii Torr. & A. Gray
- Paronychia kapela (Hacq.) A.Kern.
- Paronychia libertadiana Chaudhri
- Paronychia limaei Chaudhri
- Paronychia lindheimeri Engelm. ex A. Gray
- Paronychia macbridei Chaudhri
- Paronychia macedonica Chaudhri
- Paronychia macrosepala Boiss.
- Paronychia mandoniana Rohrb.
- Paronychia maroccana Chaudhri
- Paronychia mexicana Hemsl.
- Paronychia microphylla Phil.
- Paronychia monticola Cory
- Paronychia muschleri Chaudhri
- Paronychia patula Shinners
- Paronychia peruviana Chaudhri
- Paronychia polygonifolia (Vill.) DC.
- Paronychia pontica (Borhidi) Chaudhri
- Paronychia pulvinata A. Gray
- Paronychia rechingeri Chaudhri
- Paronychia revoluta C.E.Carneiro & Furlan
- Paronychia rouyana Coincy
- Paronychia rugelii (Chapm.) Shuttlew. ex Chapm.
- Paronychia setacea Torr. & A. Gray
- Paronychia setigera (Gillies) F. Herm.
- Paronychia suffruticosa (L.) Lam. - sanguinaria mayor[4]
- Paronychia taurica Borhidi & Sikura
- Paronychia virginica Spreng.
- Paronychia weberbaueri Chaudhri